# Kálmán Vánky

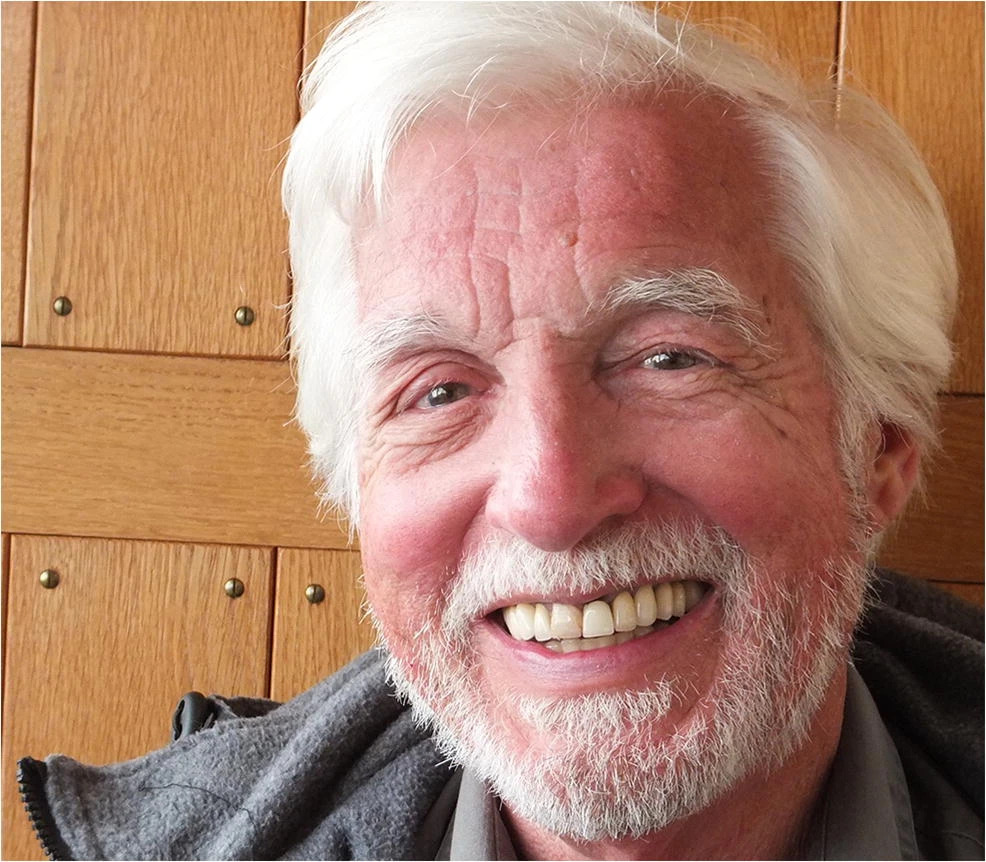
Kálmán Vánky

Kálmán Géza Vánky (* 15. Juni 1930 in der Region Siebenbürgen, Rumänien; † 18. Oktober 2021) war ein zuletzt in Deutschland lebender, szekler-ungarischer, rumänischer Mykologe. Sein botanisch-mykologisches Autorenkürzel lautet „Vánky“.

## Leben
Kálmán Vánky studierte Biologie an der Universität Bukarest und Medizin an der Universität für Medizin, Pharmazie, Naturwissenschaften und Technik Târgu Mureș. Danach war er zunächst noch in Rumänien, ab 1969 in Schweden, als Arzt tätig. Er nahm die schwedische Staatsbürgerschaft an. 1985 promovierte er an der Universität Uppsala im Fach Botanik. Ab 1986 war er als Forscher am Institut für Botanik der Universität Tübingen tätig.
Er war Erstbeschreiber zahlreicher Arten von Brandpilzen. Nach ihm wurden die Gattung Vankya (Familie Urocystidaceae, Ordnung Urocystales) sowie mehrere Arten benannt.

## Veröffentlichungen
- Carpathian ustilaginales, 1985, ISBN 91-554-1704-3 (zugl. Diss. Univ. Uppsala 1985)
- Illustrated genera of Smut fungi, 1987, ISBN 3-437-30557-3
- European smut fungi, 1994, ISBN 3-437-30745-2
- (mit Franz Oberwinkler): Ustilaginales on polygonaceae. A taxonomic revision, 1994, ISBN 3-443-51029-9
- (mit Eric H.C. McKenzie): Smut fungi of New Zealand, 2002, ISBN 962-85677-0-5
- Smut fungi of the Indian Subcontinent, 2007, ISBN 978-83-89648-59-4
- Smut fungi of the world, 2012, ISBN 978-0-89054-398-6